# 뒤꽂이
뒤꽂이는 쪽 찐 머리 위에 덧꽂는 비녀 이외의 장식품이다. 대개 한 송이 꽃 모양이며, 뿌리 부분이 뾰족하다. 뒤꽂이의 하나인 첨(尖)은 머리 부분에 산호·비취·호박 등의 보석으로 연꽃·국화·나비·복숭아 모양을 만들었다. 이것을 쪽머리 뒤편에 뉘어 꽂으면 끝부분에 달린 장식만 보여 마치 아름다운 보석이 머리에 박힌 듯하다.

## 개요
뒤꽂이는 여성용 시뇽을 장식하는 데 사용하는 한국 전통 장신구로 끝이 뾰족하다. 여자들이 뒤꽂이를 시뇽에 꽂으면 머리를 장식하는 장신구 역할을 한다.
세발금빛 뒤꽂이는 백제시대의 것으로 추정되며, 일반적인 뒤꽂이의 기원으로 여겨진다.
뒤꽂이의 종류는 사회적 지위에 따라 다르다. 어떤 것은 왕족을 위한 것이고, 어떤 것은 귀족을 위한 것이고, 어떤 것은 일반 사람들을 위한 것이다. 보통 사람들에게 가장 흔한 뒤꽂이는 빗치개와 귀이개이다. 주로 은으로 제작되며, 둘 다 화려함과 실용성을 겸비한 요소를 갖고 있다.

## 같이 보기
- 비녀
- 가체
- 족두리
- 댕기